# Lecanactis salicina
Lecanactis salicina är en lavart som beskrevs av Zahlbr. Lecanactis salicina ingår i släktet Lecanactis och familjen Roccellaceae.   Inga underarter finns listade i Catalogue of Life.